# Suite sixtine
Albums de Lio
Lio
(1980) Amour toujours
(1983)
Singles
1. Sage comme une image
Sortie : 1982
2. Mona Lisa
Sortie : 1982

Suite sixtine est un album de la chanteuse Lio, sorti en 1982 au Canada. 
Il est composé (en face A), de titres inédits en album, extraits de deux 45 tours et ensuite (en face B) d'adaptations anglaises réalisées par les Sparks de titres du premier album de la chanteuse. 
Ce disque est considéré comme étant le deuxième album de Lio. Il a été réédité en CD chez WEA en 1996, puis chez Ze Records en 2005 augmenté de titres bonus.

## Titres

### VersionVinyle
| No  | Titre                                                                               | Paroles                                             | Musique                      | Durée |
| --- | ----------------------------------------------------------------------------------- | --------------------------------------------------- | ---------------------------- | ----- |
| 1.  | Suite sixtine (face B de Sage comme une image)                                      | Jacques Duvall                                      | Jay Alanski                  | 2:40  |
| 2.  | Teenager                                                                            | Hagen Dierks                                        | Jay Alanski                  | 2:51  |
| 3.  | Mona Lisa                                                                           | Jacques Duvall                                      | Marc Moulin                  | 2:56  |
| 4.  | Sage comme une image                                                                | Jacques Duvall                                      | Jay Alanski                  | 6:05  |
| 5.  | Baby Lou (face B de Mona Lisa)                                                      | Serge Gainsbourg                                    | Alain Chamfort, Michel Pelay | 4:02  |
| 6.  | I'll Expose You (Version originale : La panthère rose)                              | Jacques Duvall, adaptation : Ron Mael, Russell Mael | Jay Alanski                  | 2:57  |
| 7.  | Marie-Antoinette (Version originale : Le banana split)                              | Jacques Duvall, adaptation : Ron Mael, Russell Mael | Jay Alanski                  | 2:35  |
| 8.  | My Top Twenty (Version originale : Comix discomix)                                  | Jacques Duvall, adaptation : Ron Mael, Russell Mael | Jay Alanski                  | 3:30  |
| 9.  | Party For Two (Version originale : La petite amazone)                               | Jacques Duvall, adaptation : Ron Mael, Russell Mael | Jay Alanski                  | 3:12  |
| 10. | Housewife Of The Year (Vversion originale : J'obtiens toujours tout ce que je veux) | Jacques Duvall, adaptation : Ron Mael, Russell Mael | Jay Alanski                  | 2:17  |
| 11. | Clothes (Version originale : Oz)                                                    | Jacques Duvall, adaptation : Ron Mael, Russell Mael | Jay Alanski                  | 2:16  |

### Version CD
| No  | Titre                                                                              | Paroles                                             | Musique                      | Durée |
| --- | ---------------------------------------------------------------------------------- | --------------------------------------------------- | ---------------------------- | ----- |
| 1.  | Suite sixtine                                                                      | Jacques Duvall                                      | Jay Alanski                  | 2:39  |
| 2.  | Mona Lisa                                                                          | Jacques Duvall                                      | Marc Moulin                  | 2:53  |
| 3.  | Sage comme une image                                                               | Jacques Duvall                                      | Jay Alanski                  | 3:40  |
| 4.  | Baby Lou                                                                           | Serge Gainsbourg                                    | Alain Chamfort, Michel Pelay | 4:04  |
| 5.  | I'll Expose You (Version originale : La panthère rose)                             | Jacques Duvall, adaptation : Ron Mael, Russell Mael | Jay Alanski                  | 2:58  |
| 6.  | Marie-Antoinette (Version originale : Le banana split)                             | Jacques Duvall, adaptation : Ron Mael, Russell Mael | Jay Alanski                  | 2:33  |
| 7.  | My Top Twenty (Version originale : Comix discomix)                                 | Jacques Duvall, adaptation : Ron Mael, Russell Mael | Jay Alanski                  | 3:29  |
| 8.  | Party For Two (Version originale : La petite amazone)                              | Jacques Duvall, adaptation : Ron Mael, Russell Mael | Jay Alanski                  | 3:13  |
| 9.  | Housewife Of The Year (Version originale : J'obtiens toujours tout ce que je veux) | Jacques Duvall, adaptation : Ron Mael, Russell Mael | Jay Alanski                  | 2:16  |
| 10. | Clothes (Version originale : Oz)                                                   | Jacques Duvall, adaptation : Ron Mael, Russell Mael | Jay Alanski                  | 2:14  |

### Titres bonus - Réédition 2005
| No  | Titre                                                     | Paroles                                             | Musique     | Durée |
| --- | --------------------------------------------------------- | --------------------------------------------------- | ----------- | ----- |
| 11. | I Graduate (Version originale : Si belle et inutile)      | Jacques Duvall, adaptation : Ron Mael, Russell Mael | Jay Alanski | 2:38  |
| 12. | Ali (Version originale : Amicalement vôtre)               | Jacques Duvall, adaptation : Ron Mael, Russell Mael | Jay Alanski | 2:42  |
| 13. | Baby You're Weird (Version originale : Bébé vampire)      | Jacques Duvall, adaptation : Ron Mael, Russell Mael | Jay Alanski | 2:43  |
| 14. | South Of The Border (Version originale : Speedy Gonzales) | Jacques Duvall, adaptation : Ron Mael, Russell Mael | Jay Alanski | 3:13  |
| 15. | Sage comme une image (Version longue)                     | Jacques Duvall                                      | Jay Alanski | 6:04  |